# Ustroń Polana
Ustroń Polana – stacja kolejowa w Ustroniu, w województwie śląskim, w Polsce. Znajduje się na wysokości 371 m n.p.m.

## Ruch pasażerski
| Rok  | Wymiana pasażerska na dobę |
| ---- | -------------------------- |
| 2017 | 100-149                    |
| 2022 | 50-99                      |

## Historia
Stacja kolejowa została otwarta dnia 15 marca 1928 roku. Początkowo funkcjonowała jako stacja końcowa do momentu otwarcia linii kolejowej do Wisły 10 lipca 1929 roku. Wybudowano niewielki murowany budynek dworcowy mieszczący poczekalnię oraz kasy biletowe. Dawniej niedaleko zlokalizowana była składnica drewna, w której ładowano drewno na wagony oraz wieziono do tartaków. Kasa biletowa została zamknięta 30 września 2009 roku. Wobec braku zainteresowania zakupu dworca przez urząd miejski zarządca nieruchomości planował wyburzenie budynku dworcowego. Jednak później dworzec został wpisany do rejestru zabytków. 
W latach 2019–2022 w ramach rewitalizacji linii kolejowej do Wisły, Ustroń Polana przeszła gruntowną modernizację. Po remoncie stacja ma jeden peron wyspowy. Na stacji została zamontowana również nowa infrastruktura dla podróżnych.
Stacja jest wykorzystywana na linii S6 spółki Koleje Śląskie od 1 czerwca 2012, kiedy spółka ta przejęła obsługę linii kolejowej od Przewozów Regionalnych.